# قرية بكتشون التراثية
قرية بوكشون التراثية أو قرية بوكشون هانوك   هي قرية تاريخية كورية قديمة من الطراز التقليدي تقع بين قصر كيونغ بوك، وقصر تشانغدوك والمزار الملكي جونغ ميو. وتتكون القرية التقليدية من الكثير من أزقة الهانوك، البالغ عمرها 600 سنة حيث تم حفظها لإظهار البيئة الحضرية للقرية وحالياً يتم ٱستخدامها كمركز للثقافة التقليدية فيما تستخدم المنازل القديمة 'هانوك' كمطاعم مما يسمح للزوار بتجربة عبق تاريخ وأجواء مملكة جوسون.